# Chizzola
Chizzola (IPA: /kiʦˈʦɔla/) è una frazione del comune di Ala in Trentino.

## Geografia
Si trova sulla sponda destra dell'Adige e ha a sua volta tre località abitate: Santa Cecilia a nord, Villetta e Santa Lucia a sud. È collegata a est con Serravalle, tramite un ponte che attraversa l'Adige, inaugurato negli anni '50. A nord di Chizzola si trova la Sorna, piccolo affluente dell'Adige.

## Storia
Chizzola è stato comune autonomo fino al 1928, anno in cui venne aggregato ad Ala.
Chizzola fa parte delle frazioni di Ala insieme a Serravalle (Ala), Pilcante, Santa Margherita (Ala) e Marani (Ala).

## Monumenti e luoghi d'interesse

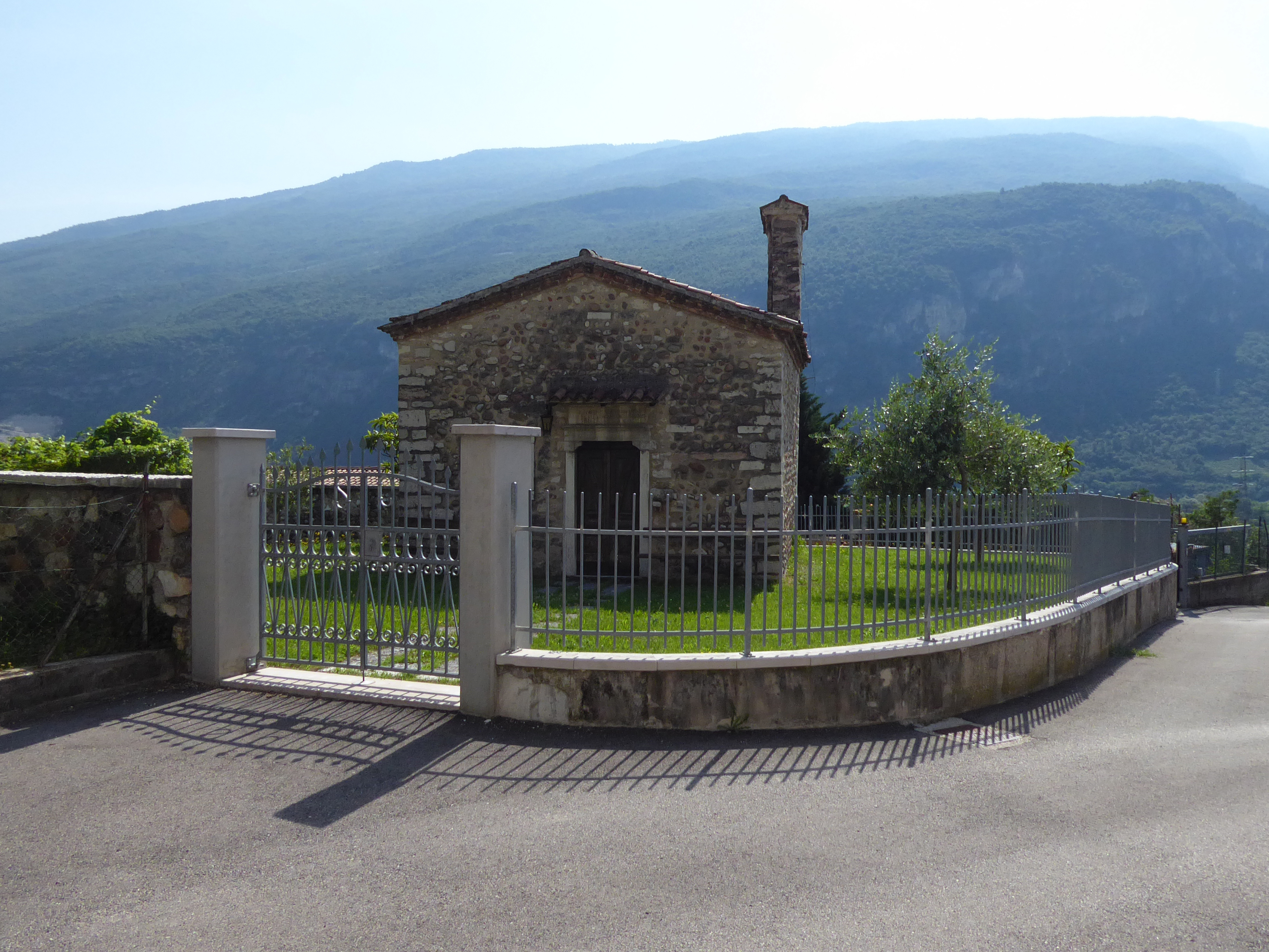
La chiesa di Santa Cecilia

### Architetture religiose
- Chiesa di Santa Cecilia (XII-XIII secolo)
- Chiesa di Santa Lucia (XIII-XIV secolo)
- Chiesa di San Nicolò, chiesa parrocchiale risalente al XIII secolo.
- Cappella della Santa Croce (1727)

### Architetture militari
- Castel Chizzola, documentato dal 1270, caduto in rovina già nel XVI secolo.
- Castel Sajori